# Porxos de Fontdepou
Els Porxos de Fontdepou és una obra del municipi d'Àger (Noguera) inclosa en l'Inventari del Patrimoni Arquitectònic de Catalunya.

## Descripció
Els porxos de Fontdepou se situen a l'extrem oest del nucli de Fontdepou, agregat d'Àger. Es tracta d'edificacions adossades a cases de la vila, de fet formen la planta baixa d'algun d'aquests habitatges.

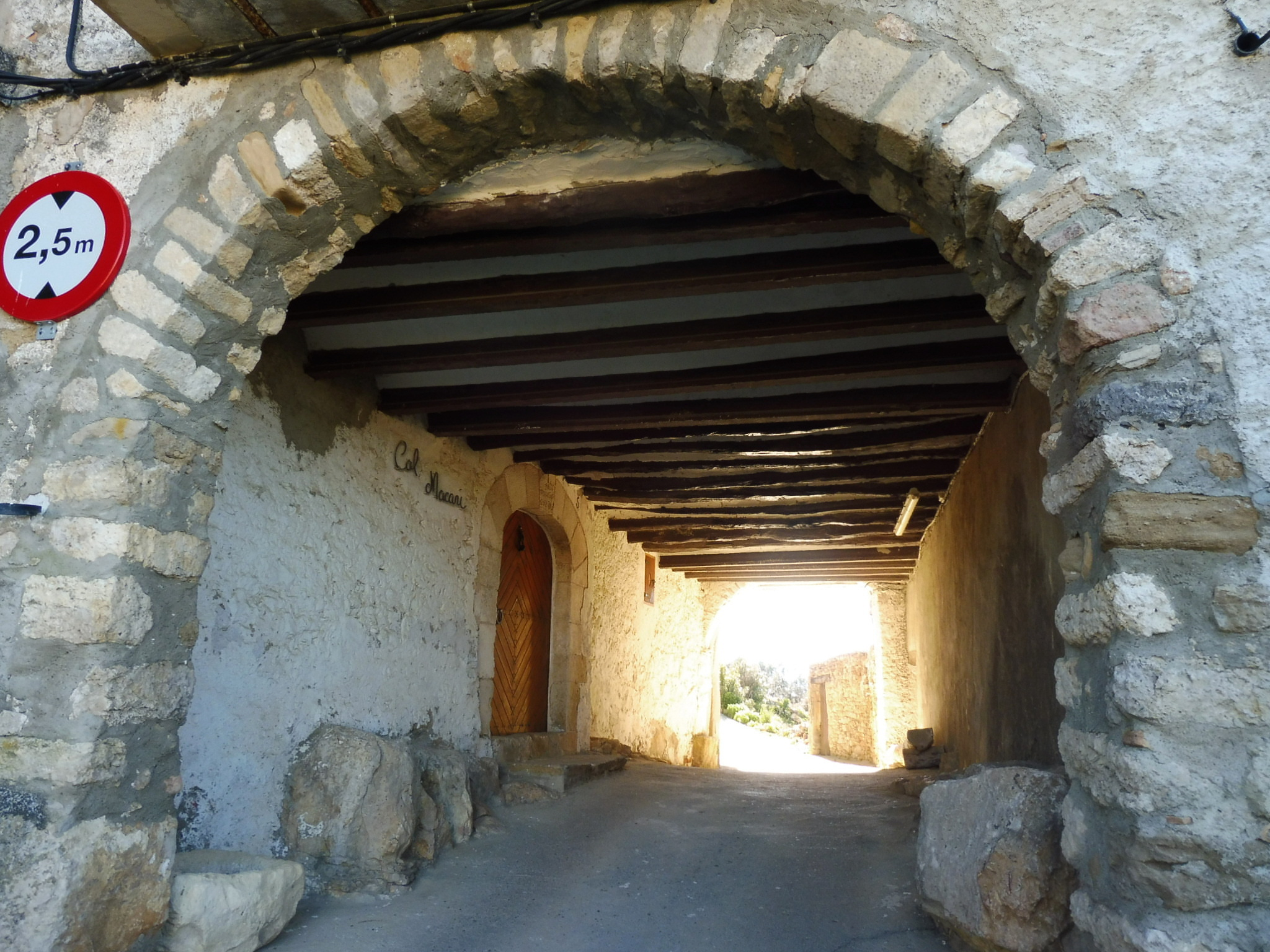
Detall del porxo

Els portals són d'un sol nivell, l'accés al porxo és de mig punt amb carrerons mitjans irregulars amb petits contraforts. Es troben els dos arcs adovellats al seu interior, en el darrer tram amb maons, el sostre és recte amb bigues de fusta i revoltons de rajola.
Tot i que no es pot conèixer exactament, aquest passatge emporxat podria formar part de l'entramat defensiu del poble de Fontdepou, ja que es troba en l'extrem del perímetre que, encara actualment, rodeja la Torre de Fontdepou. Les cases actuals d'aquest contorn, alguna de les quals data de l'any 1811, estarien edificades sobre les restes de muralles medievals.

## Història
No es coneixen dades directes del portals de Fontdepou. No obstant, es tenen dades de la vila, ipsa font, l'any 1066 quan apareix a les afrontacions que es donen de la quadra de Montesquiu en el terme del castell de Cas. El 1072 o 1073 Gerberga donà una peça de terra de Fontdepou a Sant Pere d'Àger. El 1196 Joan Bret lliurà certes cartes de compra a l'abadia d'Àger.
Darrerament, la presència de la data 1811 en una de les cases cobertes pels porxos és la darrera notícia que es coneix del lloc.